# ステップ・バイ・ステップ (アニー・レノックスの曲)
「ステップ・バイ・ステップ」 (Step By Step) は、アニー・レノックスの楽曲。1枚目のスタジオ・アルバム『ディーバ』の日本盤ボーナストラック、およびシングル「プレシャス」のB面として発表された。

## ホイットニー・ヒューストンのカバー
ホイットニー・ヒューストンによるカバー・バージョンは、映画『天使の贈りもの』のサウンドトラックの為に録音され、アルバムから2枚目のシングルとして発売された。
原曲者のレノックスがバックコーラスとして参加している。ホイットニーのヴァージョンでは歌詞の追加など原曲から様々な変更がされている。

### 収録曲
1. ステップ・バイ・ステップ (アルバム・ヴァージョン) - 4:12
2. ステップ・バイ・ステップ (テディ・ライリー・リミックス) - 4:32
3. ステップ・バイ・ステップ (ジュニア・ヴァスケス・リミックス) - 11:50
4. ステップ・バイ・ステップ (ソウル・ソルーション・ディーヴァ・ヴォーカル・ミックス) - 8:47